# Latvijas Radio 6
Latvijas Radio 6 - Radio NABA es una emisora de radio privada, parte de la red de radiodifusión Latvijas Radio con sede en Riga, Letonia. Se trata de una emisora de radio juvenil producida en colaboración con la Universidad de Letonia.
Está especializada en música experimental y programas culturales. Solo dispone de señal FM en Riga.

## Historia
La emisora inició emisiones como Latvijas Radio 5 el 1 de diciembre de 2002. Fue creada con el apoyo de la Universidad de Letonia, el Consejo Estudiantil de la Universidad de Letonia y Latvijas Radio.
Inicialmente, se escuchaba en Riga y sus alrededores en el 96.2 FM. Sin embargo, el 1 de enero de 2006 cambió su frecuencia al 93.1 FM.  
El 31 de marzo de 2014, Pieci.lv empezó a emitir en Latvijas Radio 5 y en FM, que también emite programación de Radio NABA durante varias horas al día. 
En febrero de 2015, la emisora adoptó su denominación actual, Latvijas Radio 6, y desde entonces, emite en el 95.8 FM para Riga.

## Programación
La programación de Radio NABA abarca un amplio espectro de géneros musicales, siendo una radio para quienes buscan algo más que un producto comercial estándar, tanto en música como en información. Se puede escuchar rock alternativo, música del mundo, rock clásico, jazz, así como diversas corrientes alternativas: industrial, electrónica, experimental, música de vanguardia, entre otros. 
Radio NABA emite hasta 40 programas originales sobre diversos géneros musicales, así como otros sectores culturales: arte, cine, teatro, literatura, filosofía, así como programación sobre temas de actualidad en educación, medio ambiente y su protección, derechos humanos, sesiones parlamentarias del Saeima, entre otros. 